# Cantonul Saint-Vaury
Cantonul Saint-Vaury este un canton din arondismentul Guéret, departamentul Creuse, regiunea Limousin, Franța.

## Comune
| Comune                     | Populație (1999) | Cod poștal | Cod INSEE |
| -------------------------- | ---------------- | ---------- | --------- |
| Anzême                     | 562              | 23000      | 23004     |
| La Brionne                 | 374              | 23000      | 23033     |
| Bussière-Dunoise           | 1 105            | 23320      | 23036     |
| Gartempe                   | 140              | 23320      | 23088     |
| Montaigut-le-Blanc         | 383              | 23320      | 23132     |
| Saint-Léger-le-Guérétois   | 410              | 23000      | 23208     |
| Saint-Silvain-Montaigut    | 189              | 23320      | 23242     |
| Saint-Sulpice-le-Guérétois | 2 013            | 23000      | 23245     |
| Saint-Vaury                | 1 855            | 23320      | 23247     |